# Наос

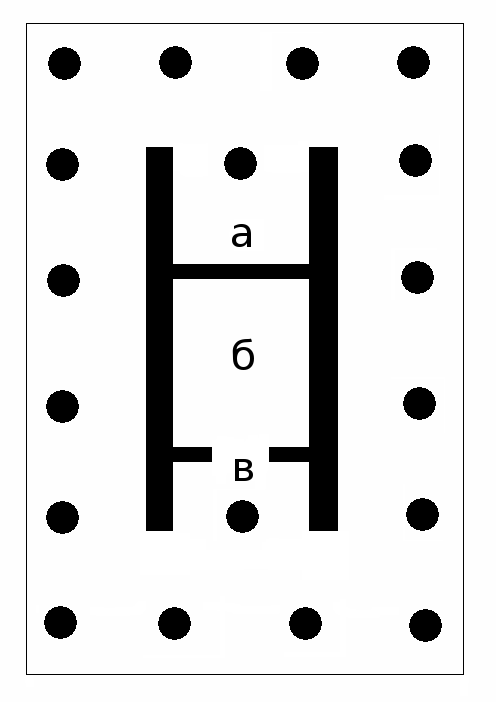
Периптер: б — наос

Наос (грец. ναός) — первісно — молитовний зал, головне приміщення (святилище) античного храму, де знаходилося скульптурне зображення божества. У Стародавньому Єгипті наосом був ковчег, обрамлення для статуї бога, саркофага фараона або сховище для священного човна.
У сучасному вжитку — центральна частина християнського храму, де під час служби знаходяться парафіяни. Зі сходу до наосу примикає вівтар — найважливіше приміщення храму, де розташовується престол і відбувається літургія. Вівтар у православних храмах відділений від наоса завісою та іконостасом.